# 日泉化学
日泉化学株式会社（にっせんかがく）は、愛媛県新居浜市に本社を置く、自動車部品や電子機器、金型などを製造･販売している企業。日泉化学や一宮運輸、一宮工務店などで形成される一宮グループのグループ企業である。

## 事業所
- 本社 - 愛媛県新居浜市西原町2-4-34 一宮グループセンタービル新居浜5F
- 東京支店 - 東京都中央区日本橋本町3-4-7 新日本橋ビル6F
- 大阪支店 - 大阪府大阪市中央区北浜2-5-23 小寺プラザ8F
- 千葉支店 - 千葉県木更津市真里1070
- （国内）営業所（出張所含）９ヵ所、工場１０ヵ所、関連会社４ヵ所
- （海外）アメリカ、シンガポール、タイ、インドネシア、メキシコ

### 製造･開発拠点
- 千葉工場 - 千葉県木更津市真里1070
- 埼玉分工場 - 埼玉県川越市中台南3-13-1
- 三重工場 - 三重県三重郡菰野町大字大強原2500-1
- 新居浜工場 - 愛媛県新居浜市新田町3-7-17
- 大江工場 - 愛媛県新居浜市大江町1-1（住友化学構内）
- テクノセンター新居浜 - 愛媛県新居浜市新田町3-7-17
- テクノセンター栃木 -  栃木県芳賀郡芳賀町芳賀台85

## 沿革
- 1951年 - 一宮工務店ビニール工場として創業し、塩化ビニールの精製を開始。
- 1957年 - 一宮工務店ビニール工場から分離独立し、「日泉化学工業株式会社」を設立。
- 1958年 - 高圧ポリエチレンの精製加工分野に進出。
- 1963年 - ポリプロピレン精製加工分野に進出。
- 1964年 - 太洋化成工業株式会社（現:日泉ポリテック株式会社）を設立。
- 1966年 - ABS樹脂精製加工分野に進出。
- 1968年 - MMA樹脂分野に進出。
- 1971年 - 株式会社新関西製作所（現:近泉化学工業株式会社）を設立。
- 1976年 - 化学肥料製造事業に進出。
- 1977年 - 電子工業用薬品事業に進出。
- 1978年 - 株式会社オカロンを設立。
- 1981年 - 自動車部材事業に進出。
- 1982年 - NISSEN CHEMICAL SINGAPORE PTE. LTDを設立。
- 1985年 - 電子事業特殊加工分野に進出。
- 1988年 - LONDON INDUSTRIES,INC、IJP USA,INCを設立。
- 1991年 - 「日泉化学株式会社」に社名変更。日本ケミテック株式会社を設立。
- 1994年 - NISSEN CHEMITEC(THAILAND)LTDを設立。
- 1998年 - LONDON INDUSTRIES,INC.の営業権を取得。
- 2012年 - PT.NISSEN CHEMITEC INDONESIAを設立。
- 2014年 - NISSEN CHEMITEC MEXICO, S.A. DE C.V.を設立。

## グループ会社
- 一宮化成工業
- 近泉化学工業
- トータスエンジニアリング
- Nissen Chemitec America, Inc.
- Nissen Chemical Singapore Pte. Ltd.
- Nissen Chemitec (Thailand) Limited
- PT.Nissen Chemitec Indonesia
- NISSEN CHEMITEC MEXICO, S.A. DE C.V.